# 高橋春成
高橋 春成（たかはし しゅんじょう、1952年 - ）は、日本の地理学者・僧侶。奈良大学文学部地理学科教授。滋賀県守山町（現：守山市）出身。

## 略歴
- 1952年（昭和27年）：滋賀県守山町（現：守山市）に生まれる。
- 1970年（昭和45年）：広島大学に入学。
- 1982年（昭和57年）：広島大学大学院博士課程を修了。
- 1993年（平成5年） : 広島大学より文学博士の学位を取得 学位論文の題は「野生動物と再野生化家畜に関する地理学的研究」[1]。
- 母校である広島大学助手
- 富山大学教育学部講師
- 富山大学教育学部助教授
- 現在奈良大学文学部地理学科教授である。

## 人物
- 生物地理学、環境地理学を専攻とし、現在は農林水産省「農作物野生鳥獣被害対策アドバイザー」、滋賀県環境審議会自然環境部会長、大阪府イノシシ保護管理計画検討委員会座長、奈良県自然環境保全審議会鳥獣部会長職務代理、滋賀県外来種問題検討委員会委員などを務めている。シシ垣ネットワーク代表。
- 博士（文学）
- 実家は浄土真宗の寺であり、現在は地理学者との職を行う傍ら住職である父の家業を手伝っている。

## 著書
- 国立情報学研究所収録著書 国立情報学研究所
- 高橋春成 (1980), Recent changes in the distribution of wild boars and the trade of their flesh in Japan, 広島地理学会

- 高橋春成 (1994), 荒野に生きる : オーストラリアの野生化した家畜たち, どうぶつ社, ISBN 4886225535

- 高橋春成 (1995), 野生動物と野生化家畜, 大明堂, ISBN 4470430366

- 高橋春成 (1997), 明治時代以降の日本人の動物観に関する文化地理学的研究, 科学研究費補助金(基盤研究C)研究成果報告書 平成7年度-8年度, [高橋春成]

- 高橋春成 (2001), イノシシと人間 : 共に生きる, 古今書院, ISBN 477221058X

- 高橋春成 (2003), 滋賀の獣たち : 人との共存を考える, 淡海文庫 29, サンライズ出版, ISBN 488325139X

- 高橋春成 (2004), 亥歳生まれは、大吉運の人 : ウリ坊の愛しさは幸福の約束だった, 三五館, ISBN 4883202917

- 高橋春成 (2006), 人と生き物の地理, 古今書院, ISBN 4772270183

- 高橋春成; 高橋順之; 谷口隆一; 白井忠雄; 滋賀県農業技術振興センター湖北分場; 増山雄士 (2006), 住民参加型のシシ垣遺構調査と現代的意義を考える, シシ垣ネットワーク事務局

- 高橋春成 (2008), 生きもの秘境のたび : 地球上いたるところにロマンあり, 叢書地球発見 11, ナカニシヤ出版, ISBN 9784779500114

- 高橋春成 (2010), 日本のシシ垣 : イノシシ・シカの被害から田畑を守ってきた文化遺産, 古今書院, ISBN 9784772261081

- 高橋春成 (2010), 人と生き物の地理 (改訂版 ed.), 古今書院, ISBN 9784772271073

## 論文
- 国立情報学研究所収録論文 国立情報学研究所